# Sinja Gorica
Sinja Gorica is een plaats in Slovenië en maakt deel uit van de gemeente Vrhnika in de NUTS-3-regio Osrednjeslovenska. De plaats telde 591 inwoners op 1 januari 2020.